# HIST1H4J
HIST1H4J‏ (Histone cluster 2 H4 family member b) هوَ بروتين يُشَفر بواسطة جين HIST1H4J في الإنسان.
الهستونات هي بروتينات نووية أساسية مسؤولة عن بنية النيوكليوسوم في الألياف الكروموسومية في حقيقيات النوى. يُشكل جزيئان من كل من الهستونات الأساسية الأربعة (H2A، H2B، H3، وH4) ثماني وحدات، تُلف حولها حوالي 146 زوجًا قاعديًا من الحمض النووي (DNA) في وحدات متكررة تُسمى النيوكليوسومات. يتفاعل الهستون الرابط، H1، مع الحمض النووي الرابط بين النيوكليوسومات، ويعمل على ضغط الكروماتين في هياكل أعلى مرتبة. هذا الجين خالٍ من الإنترونات، ويُشفّر أحد أفراد عائلة الهستونات H4. تفتقر نُسخ هذا الجين إلى ذيول polyA، ولكنها تحتوي بدلًا من ذلك على عنصر إنهاء متناظر. يوجد هذا الجين في مجموعة جينات الهستون الصغيرة على الكروموسوم 6p22-p21.3.